# Caracladus tsurusakii
Caracladus tsurusakii is een spinnensoort in de taxonomische indeling van de hangmatspinnen (Linyphiidae).
Het dier behoort tot het geslacht Caracladus. De wetenschappelijke naam van de soort werd voor het eerst geldig gepubliceerd in 1988 door Kendo Saito.